# 弗雷德里克·莱恩
弗雷德里克·莱恩（英語：Frederick Lane，1880年2月2日—1969年5月14日），澳大利亚男子游泳运动员。他曾代表澳大利亚参加1900年夏季奥林匹克运动会游泳比赛，获得男子200米自由泳和男子200米障碍物游泳金牌。